# Conus classiarius
Conus classiarius é uma espécie de gastrópode do gênero Conus, pertencente à família Conidae.